# Vanenga mera
Vanenga mera is een vlinder uit de familie van de Mimallonidae. De wetenschappelijke naam van de soort is voor het eerst geldig gepubliceerd in 1924 door Dognin.